# 조카
조카는 형제자매의 자녀를 가리키는 말이다. 특히 남자를 가리키며, 여자는 '조카딸'로 부르기도 한다. 조카뻘은 형제자매뻘인 사람(사촌이나 육촌등)의 자녀를 가리킨다. 
한국에서는 친조카 또는 질(姪)은 남자 형제의 자식을, 남자가 여자 형제의 자식을 이를 때는 '생질'(甥姪), 여자가 여자 형제의 자식을 이를 때는 '이질'(姨姪), 사촌의 자식은 '종질'(從姪)등으로 부른다.
이는 특히 남자를 가리킬 때 쓰이며, 여자를 가리킬 때는 한자어 뒤에 '녀'(女)를 붙인다. 요즘에는 종질 이상은 촌수를 붙여서 '5촌조카' 하는 식으로도 부른다.